# Silent Hill 2 (gra komputerowa 2024)
Silent Hill 2 – gra komputerowa z gatunku survival horror stworzona przez studio Bloober Team. Jej premiera odbyła się 8 października 2024 roku. Jest to remake wydanej w 2001 roku gry Silent Hill 2.

## Rozgrywka
Silent Hill 2 to survival horror obserwowany z perspektywy trzeciej osoby. Gracz steruje postacią Jamesa Sunderlanda, który odwiedza tytułowe miasto w poszukiwaniu swojej żony. Bohater w trakcie walki może korzystać zarówno z broni białej, jak i dystansowej.

## Produkcja
W 2012 roku Konami wydało ósmą część głównej serii Silent Hill zatytułowaną Silent Hill: Downpour. Gra, stworzona przez czeskie studio Vatra Games nie spotkała się z uznaniem, a według serwisu Metacritic otrzymała przeciętne recenzje. Dwa lata później wydana jedynie na konsole PlayStation 4 darmowa gra P.T. zapowiadała nadejście kolejnej gry z serii, zatytułowanej Silent Hills. Choć P.T. została pozytywnie przyjęta w branży, Konami anulowało prace nad Silent Hills, a P.T. usunięto z PlayStation Store. W czerwcu 2021 roku polski producent Bloober Team (Observer, Blair Witch) ogłosił zawarcie strategicznej umowy o współpracy z Konami. Prezes Bloober Team, Piotr Babieno, skomentował tę transakcję, zapewniając, że „fakt, że tak renomowane  przedsiębiorstwo, jak Konami zdecydowało się na strategiczną współpracę z Bloober Team oznacza, że my również dołączyliśmy do grona światowych liderów w branży gier i staliśmy się równorzędnym partnerem dla czołowych graczy na tym rynku”.
W październiku 2022 roku prace nad odświeżoną wersją zostały zapowiedziane przez Konami podczas prezentacji Silent Hill Transmission. W trakcie demonstracji ujawniono też inne gry, takie jak Silent Hill F, Silent Hill: Townfall i Silent Hill: Ascension, a także film Return to Silent Hill. Podczas prezentacji potwierdzono, że osoby odpowiedzialne za oryginalną grę, projektant postaci Masahiro Ito i kompozytor Akira Yamaoka, pracują nad remakiem. Dyrektor kreatywny Bloober Team i główny projektant gry Mateusz Lenart podkreślił znaczenie „zachowania atmosfery, która uczyniła Silent Hill 2 tak wyjątkową” i ujawnił, że zespół zmodernizował wiele aspektów rozgrywki w tym system walki. W wywiadzie dla magazynu „Famitsū” pracujący dla Konami producent Motoi Okamoto (Silent Hill: The Short Message) wspomniał, że Bloober Team odrzucił zmiany sugerowane przez pracowników, którzy pracowali nad oryginalną grą. W ocenie zespołu z Bloober Team wykonane zmiany mają na celu zaprezentowanie graczom nowej produkcji; Okamoto stwierdził również, że gdyby gra została opracowana przez Konami w Japonii, mogłaby być zupełnie innym remakiem.

## Odbiór
Gra spotkała się z pozytywnym odbiorem recenzentów, uzyskując w wersji na PlayStation 5 87/100 punktów według agregatora Metacritic.